# Geschwindigkeitsweltrekord auf dem Wasser

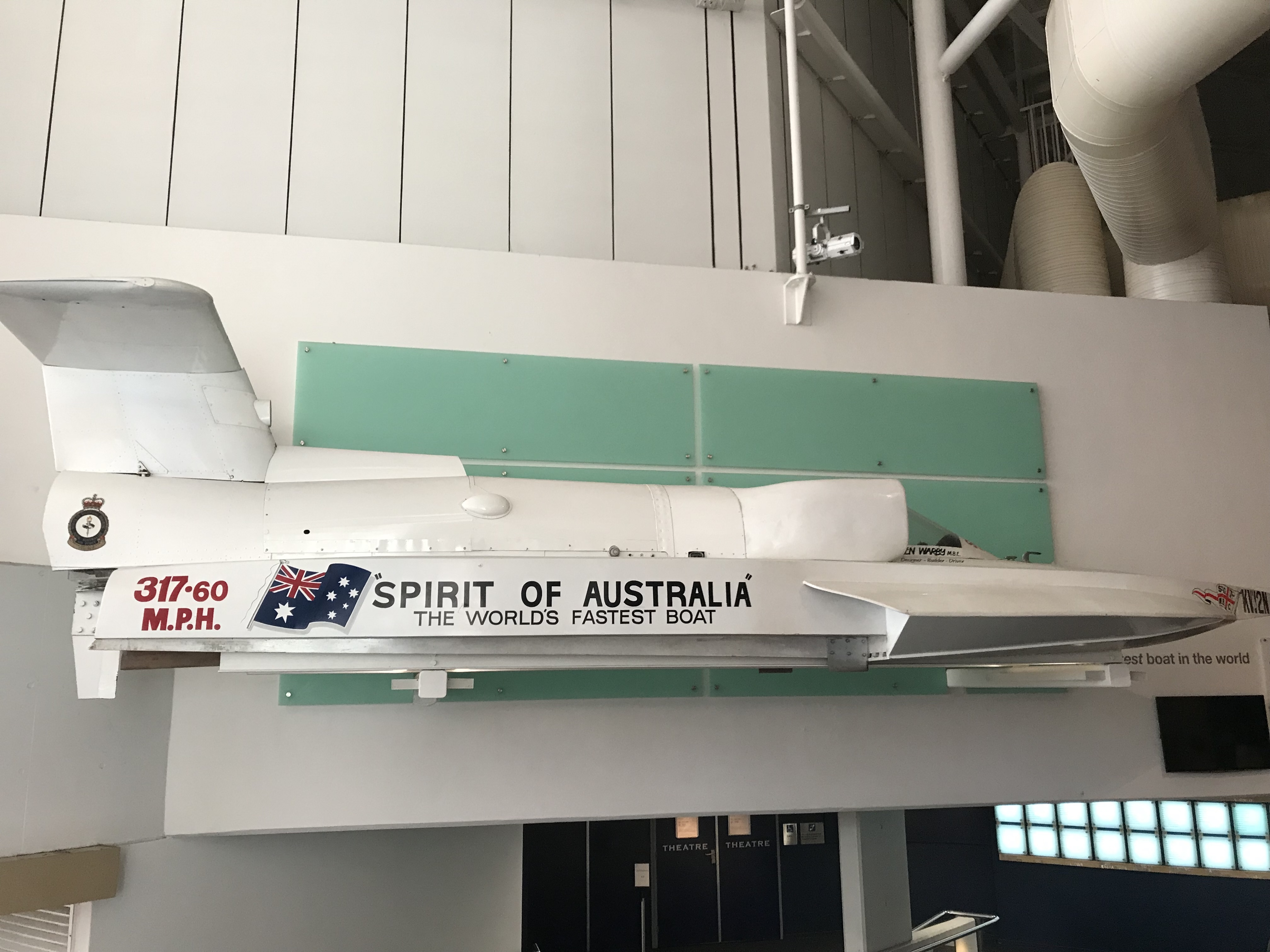
Aktueller Rekordhalter: Spirit of Australia mit 317,60 mph (511,13 km/h).

Der Geschwindigkeitsweltrekord auf dem Wasser (engl. Water speed record) wird ähnlich dem Landgeschwindigkeitsrekord (Land speed record) in verschiedenen Klassen und Typen für motorisierte Wasserfahrzeuge ermittelt. Die kanonisierende/sanktionierende Organisation ist hier die U.I.M. (Union Internationale Motonautique) in Monaco. Für die Rekorde von segelbetriebenen Wasserfahrzeuge zeichnet das World Sailing Speed Record Council verantwortlich.

## Kategorien
Von der U.I.M anerkannte Rekorde gibt es in den Kategorien:
| Kategorie                          | Voraussetzungen |
| ---------------------------------- | --- |
| Streckenrekord                     | Abhängig von der Klasse sind eine bestimmte Anzahl von Runden auf einem Kurs von maximal 6 Seemeilen zu fahren |
| Dauerrekord                        | Es zählt die Durchschnittsgeschwindigkeit, die in 1, 2, 3, 4, 6, 9, 12 oder 24 Stunden erreicht wird. Nachtanken und Fahrerwechsel sind erlaubt |
| Rennrekord                         | Es zählt die Geschwindigkeit, die während eines Wettbewerbs mit mehreren Booten über 3, 5, 10 oder 15 Seemeilen erzielt wird |
| Geschwindigkeit (Klassenrekord)    | Beschränkungen der Boote nach Gewicht, Maßen und Bauart. Beschränkungen des Antriebs nach Art, Anzahl der Motoren und Hubraum |
| Geschwindigkeit (absoluter Rekord) | Keinerlei Vorschriften für Boot und Antrieb. Innerhalb einer Stunde müssen zwei Versuche in entgegengesetzter Richtung unternommen werden. Es wird jeweils die Zeit gemessen, um einen fliegenden Kilometer oder eine fliegende Meile zurückzulegen. Aus der gemessenen Zeit errechnet sich die Geschwindigkeit des Laufes, aus dem Mittel beider Läufe dann der Rekord. Um als neuer Rekord anerkannt zu werden, muss die Geschwindigkeit mindestens um den Faktor 1,003 höher liegen als der bisherige Rekord. |

Mit nur einem Lauf werden die Rekorde segelbetriebener Wasserfahrzeuge ermittelt, da hier durch die Abhängigkeit von Windrichtung und Segelstellung ein Gegenkurs meist nicht schnell genug wäre.

## Aktuelle Rekordhalter
- Schnellster Fahrer eines Motorbootes ist Ken Warby aus Australien. Er fuhr am 8. Oktober 1978 mit seiner düsengetriebenen Spirit of Australia 317,60 mph (511,13 km/h).[1]
- Schnellster Fahrer eines propellergetriebenen Bootes ist der US-Amerikaner Dave Villwock. Er fuhr am 13. März 2004 mit der Miss Budweiser 220,55 mph (354,86 km/h) auf dem Lake Oroville.[2]
- Die Vestas Sailrocket 2 erzielte am 18. November 2012 mit einer Durchschnittsgeschwindigkeit von 55,32 kn (102,45 km/h) über eine Seemeile, und am 24. November mit 65,45 kn (121,12 km/h) über 500 m jeweils Weltrekorde für das schnellste segelbetriebene Wasserfahrzeug.[3]

## Entwicklung des absoluten U.I.M.-Rekordes
Der World Unlimited Water Speed Record ist eine Rekord-Kategorie, die zu den Geschwindigkeitsweltrekorden auf dem Wasser zählt. Dabei wird unabhängig von Antrieb, Gewicht, Hubraum-Klassifizierungen, Boot-Kategorien, oder sonstigen Kriterien, die höchste, erreichte („absolute“) Geschwindigkeit eines Wasserfahrzeugs dokumentiert. In diesem Ranking werden nur Ergebnisse aufgenommen, die von Fahrzeugen erzielt wurden, die über „offenes Wasser“ fahren. Daher enthält die Kategorie keine Aufzeichnungen, die von Booten erstellt wurden, die auf oder über zugefrorenen Seen fahren. Die Ergebnisse sind Durchschnittsgeschwindigkeiten über die angegebene Entfernung. Es wurden meist zwei Werte ermittelt, einer für die über einen Kilometer lange Strecke gemessene Geschwindigkeit und eine für eine Meile (nicht Seemeile).
Frühe Aufzeichnungen wurden nicht nach klar definierten Regeln aufgestellt und daher sind einige von ihnen umstritten.
Von 1909 bis 1927 war der Rekord eine inoffizielle Auflistung der Organisatoren von Motorbootrennen. 1928 wurde die Rekordkategorie offiziell eingerichtet. Ab 1930 wurde in den Regeln der Aufzeichnung festgelegt, dass ein Fahrzeug zwei Läufe über eine zeitgesteuerte Kilometerstrecke in entgegengesetzte Richtungen fahren muss, wobei die Aufzeichnung die Durchschnittsgeschwindigkeit der beiden Läufe ist. Gegenwärtig (2021) werden die Ergebnisse von der UIM (Union International Motonautique) erfasst und ratifiziert.
Mit einer ungefähren „Todesrate“ von 50 % ist der Rekordversuch einer der gefährlichsten Wettkämpfe der Sportwelt.
| Jahr | Datum         | Ort               | mph     | km/h    | Boot                | Pilot(en)                          |
| ---- | ------------- | ----------------- | ------- | ------- | ------------------- | ---------------------------------- |
| 1919 | 19. September | Bras d’Or Lake    | 70,86   | 114,04  | Hydrodrome IV       | Casey Baldwin                      |
| 1920 | 15. September | Detroit River     | 74,870  | 120,492 | Miss America        | Gar Wood                           |
| 1921 | 6. September  | Detroit River     | 80,567  | 129,660 | Miss America II     | Gar Wood                           |
| 1924 | 10. November  | Seine             | 87,392  | 140,644 | Farman Hydroglider  | Jules Fisher                       |
| 1928 | 4. September  | Detroit River     | 92,838  | 149,409 | Miss America II     | George Wood                        |
| 1929 | 23. März      | Indian Creek      | 93,123  | 149,867 | Miss America VII    | Gar Wood                           |
| 1930 | 13. Juni      | Windermere        | 98,760  | 158,938 | Miss England II     | Henry Segrave *                    |
| 1931 | 20. März      | Indian Creek      | 102,256 | 164,565 | Miss America IX     | Gar Wood                           |
| 1931 | 15. April     | Paraná            | 103,49  | 166,55  | Miss England II     | Kaye Don                           |
| 1931 | 31. Juli      | Gardasee          | 110,223 | 177,387 | Miss England II     | Kaye Don                           |
| 1932 | 5. Februar    | Indian Creek      | 111,712 | 179,783 | Miss America IX     | Gar Wood                           |
| 1932 | 18. Juli      | Loch Lomond       | 117     | 189     | Miss England III    | Kaye Don                           |
| 1932 | 18. Juli      | Loch Lomond       | 119,81  | 192,82  | Miss England III    | Kaye Don                           |
| 1932 | 20. September | St. Clair River   | 124,86  | 200,94  | Miss America X      | Gar Wood                           |
| 1937 | 1. September  | Lago Maggiore     | 126,32  | 203,29  | Blue Bird K3        | Malcolm Campbell                   |
| 1937 | 2. September  | Lago Maggiore     | 129,50  | 208,41  | Blue Bird K3        | Malcolm Campbell                   |
| 1938 | 17. September | Hallwilersee      | 130,91  | 210,66  | Blue Bird K3        | Malcolm Campbell                   |
| 1939 | 19. August    | Coniston Water    | 141,74  | 228,11  | Blue Bird K4        | Malcolm Campbell                   |
| 1950 | 26. Juni      | Lake Washington   | 160,323 | 258,015 | Slo-Mo-Shun IV      | Stanley Sayres, Ted O. Jones       |
| 1952 | 7. Juli       | Lake Washington   | 178,497 | 287,263 | Slo-Mo-Shun IV      | Stanley Sayres, Elmer Leninschmidt |
| 1955 | 23. Juli      | Ullswater         | 202,32  | 325,60  | Bluebird K7         | Donald Campbell                    |
| 1955 | 16. November  | Lake Mead         | 216,20  | 347,94  | Bluebird K7         | Donald Campbell                    |
| 1956 | 19. September | Coniston Water    | 225,63  | 363,12  | Bluebird K7         | Donald Campbell                    |
| 1957 | 7. November   | Coniston Water    | 239,07  | 384,75  | Bluebird K7         | Donald Campbell                    |
| 1958 | 10. November  | Coniston Water    | 248,62  | 400,12  | Bluebird K7         | Donald Campbell                    |
| 1959 | 14. Mai       | Coniston Water    | 260,35  | 418,99  | Bluebird K7         | Donald Campbell                    |
| 1964 | 31. Dezember  | Lake Dumbleyung   | 276,33  | 444,71  | Bluebird K7         | Donald Campbell **                 |
| 1967 | 30. Juni      | Lake Guntersville | 285,22  | 459,02  | Hustler             | Lee Taylor                         |
| 1977 | 20. November  | Blowering Dam     | 288,18  | 463,78  | Spirit of Australia | Ken Warby                          |
| 1978 | 8. Oktober    | Blowering Dam     | 317,60  | 511,13  | Spirit of Australia | Ken Warby                          |

* Segrave war der erste Fahrer der den Land Speed Record (mit Golden Arrow) und den Water Speed Record gleichzeitig hielt.
** Campbell war der Erste (und bis heute Einzige), der beide Rekorde im selben Jahr (LSR mit Bluebird CN7) errang.

## Entwicklung des Rekords für propellergetriebene Boote

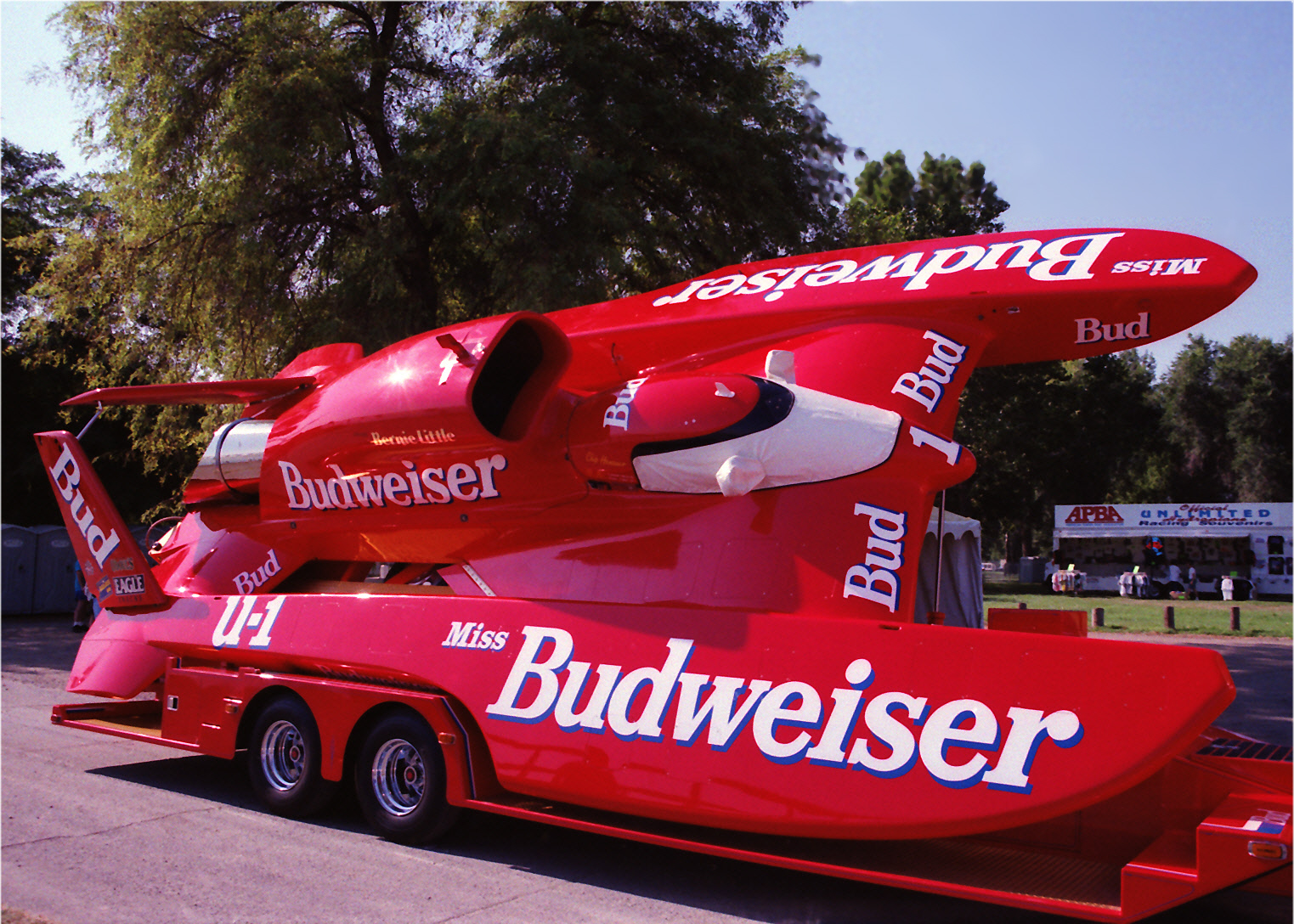
Miss Budweiser Unlimited Hydroplane

Das Boot Slo-Mo-Shun IV (siehe oben) war das letzte durch einen Propeller angetriebene Boot, das den absoluten Geschwindigkeitsrekord zu Wasser aufstellte. Die Boote dieser Kategorie sind in der Klasse Unlimited Hydroplane zusammengefasst und organisiert. Der Begriff „Unlimited“ darf hier aber nicht mit der Versicherungs-Kategorie „Unlimited“ (Ratingregistrierung) von Lloyd’s verwechselt werden, mit der die Rekordboote von M. und D. Campbell und anderen katalogisiert wurden.
Seitdem hat sich dieser Rekord wie folgt entwickelt:
| Jahr | Datum        | Ort               | mph     | km/h    | Boot              | Pilot         |
| ---- | ------------ | ----------------- | ------- | ------- | ----------------- | ------------- |
| 1957 | 1. November  | Lake Ontario      | 184,540 | 296,988 | Miss Supertest II | Art Asbury    |
| 1957 | 29. November | Lake Washington   | 195,329 | 314,352 | Hawaii Kai III    | Jack Regas    |
| 1962 | 17. April    | Lake Guntersville | 200,419 | 322,543 | Miss U.S.1        | Roy Duby      |
| 2000 | 15. Juni     | Lake Washington   | 205,494 | 330,710 | Miss Free I       | Russ Wicks    |
| 2004 | 13. März     | Lake Oroville     | 220,493 | 354,849 | Miss Budweiser    | Dave Villwock |

Eine weitere propellergetriebene Variante ist das Drag Boat Racing. Die Rennen dieser Kategorie werden aber nicht unter der Schirmherrschaft der U.I.M. ausgetragen. Hier treten ähnlich wie beim klassischen Drag Racing zwei Fahrzeuge über eine Gerade (1/8- 1/4-Meile und 1000 ft) gegeneinander an. Der gegenwärtige Rekord (Stand 2021) liegt bei einer Geschwindigkeit von 268,40 mph (431,94 km/h) und einer Zeit von 3,45 Sekunden, die Bryan Sanders in der Klasse „Top Fuel Hydro“ 2017 erzielte.

## Klassenrekorde
Neben den oben behandelten absoluten– und Unlimited Rekorden gibt es eine Vielzahl von Klassenrekorden, die in Kategorien aufgestellt werden, in denen strikte Begrenzungen von zum Beispiel Gewicht, Hubraum, Bauart etc. vorgegeben sind.
Einige Beispiele:
- Miss Britain III (1934): schnellstes Motorboot mit nur einem Motor (110,1 Meilen pro Stunde (177,20 km/h)[6]
- Ferrari Arno XI (1953): Weltrekord bis 800 kg (241,708 km/h oder 130,51 Knoten)[7]
- Guido Cappellini (2005): Der Pilot hält die Rekorde in den 3 Klassen der „F1 H2O“ (nur Außenbordmotor). Der Bestwert in der höchsten Klasse (bis 3100 cm³ / 586 kg) liegt bei 244,94 km/h.[8]

## Sonstiges (Trivia)
- 2011 stellte Fernando Reina Iglesias vor Acapulco einen Weltrekord im Barfuß-Wasserskifahren auf. Von einem Hubschrauber gezogen erreichte er eine Geschwindigkeit von 246 km/h.[9][10] Der alte Rekord wurde von Scott Pellaton gehalten, der 1989 hinter einem Drag Boat 135,74 mph (218,45 km/h) erreichte.[11][12]